# Luigi Burlando
Luigi Burlando (né le 23 janvier 1899 à Gênes en Ligurie, et mort le 12 décembre 1967 dans la même ville) est un joueur de football international italien, qui évoluait au poste de milieu de terrain et de défenseur, avant de devenir entraîneur.
Il a également eu une carrière de joueur de water-polo.

## Biographie

### Carrière dans le football

#### Carrière de joueur

##### Carrière en sélection
Avec l'équipe d'Italie, il joue 19 matchs (pour un but inscrit) entre 1920 et 1925.
Il joue son premier match le 31 août 1920 contre la Norvège et son dernier le 18 juin 1925 contre le Portugal.
Il figure dans le groupe des sélectionnés lors des JO de 1920 et de 1924. Il joue un match lors du tournoi olympique de 1920 et deux rencontres lors du tournoi olympique de 1924.

## Palmarès
Avec le Genoa CFC, il est Champion d'Italie à deux reprises en 1923 et en 1924.